# 삼령로
삼령로(Samnyeong-ro)는 경상북도 상주시 화서면 하송교차로 에서 상주시 외서면 이촌교심거리를 잇는 도로이다.

## 주요 경유지
경상북도
- 상주시 (화서면 . 외서면)

## 노선
| 이름         | 접속 노선                        | 소재지 | 소재지 | 비고                 |
| ------------ | -------------------------------- | ------ | ------ | -------------------- |
| 하송 교차로  | 국가지원지방도 제49호선 (문정로) | 상주시 | 하서면 |                      |
| 너정재       |                                  | 상주시 | 외서면 |                      |
| (이름없음)   | 칠봉로                           | 상주시 | 외서면 | 지방도 제997호선구간 |
| 너정재       |                                  | 상주시 | 외서면 | 지방도 제997호선구간 |
| 대전교       |                                  | 상주시 | 외서면 | 지방도 제997호선구간 |
| 독점교       |                                  | 상주시 | 외서면 | 지방도 제997호선구간 |
| 이촌교삼거리 | 지방도 제901호선 (우산로)        | 상주시 | 외서면 | 지방도 제997호선구간 |